# An Ruadh-stac
An Ruadh-stac är ett berg i Storbritannien.   Det ligger i kommunen Highland och riksdelen Skottland, i den nordvästra delen av landet, 700 km nordväst om huvudstaden London. Toppen på An Ruadh-stac är 892 meter över havet, eller 382 meter över den omgivande terrängen. Bredden vid basen är 2,9 km.
Terrängen runt An Ruadh-stac är huvudsakligen kuperad. Trakten runt An Ruadh-stac är nära nog obefolkad, med mindre än två invånare per kvadratkilometer. Närmaste större samhälle är Plockton, 18,8 km sydväst om An Ruadh-stac. Trakten runt An Ruadh-stac består i huvudsak av gräsmarker.